# パウル・フォン・クレーナウ
パウル・アウグスト・フォン・クレーナウ（Paul August von Klenau 1883年2月11日 コペンハーゲン - 1946年8月31日 同地）はデンマーク出身のドイツの作曲家・指揮者。

## 生涯
ドイツ人の家系に生まれ、1900年にコペンハーゲン音楽院に入学し、ヴァイオリンと作曲を専攻する。1902年にベルリンに渡り、マックス・ブルッフに入門。2年後にミュンヘンにてルートヴィヒ・トゥイレのもとで更なる研鑽を積む。1907年にトゥイレが没するとフライブルク市立劇場の楽長に就任するかたわら、今度はさらにマックス・フォン・シリングスの薫陶を受けた。
《交響曲 第1番》のミュンヘン初演（1908年）は成功裡に終わる。1919年にはフランクフルト・バッハ協会を指揮し、翌1920年にはヨーロッパ諸国を遍歴して指揮者としての場数を踏む（1920年には郷里コペンハーゲンにてデンマーク・フィルハーモニー協会を創設し、1922年にはウィーン演奏協会の合唱指揮者に就任）。ナチスの治世にあってクレーナウは権力者に摺り寄り、早くも1933年から1945年までのナチス・ドイツにおいてはとりわけ歌劇によって、指揮する作曲家として名を揚げた。1940年には再びコペンハーゲンに移住し、ひたすら作曲に没頭する。1946年に他界（63歳）。

## 作風
クレーナウの作品は多種多様な影響を受けているが、特にドイツ音楽からの影響が強い。初期作品のうちは、時に旧師ブルッフやトゥイレの音楽語法が見出されるが、尤も、リヒャルト・ワーグナーやアントン・ブルックナー、リヒャルト・シュトラウスの音楽語法が顕著である。しかしながら早くから作曲家として個性を認められていた。クレーナウの作曲家としての後年の活動段階にとって、シェーンベルクの十二音技法の研究は重要であったが、クレーナウの十二音技法は調体系の優位の前に屈している。音列技法による自作の表現形式は、シェーンベルクの「ユダヤ的な」流派とはまったくの別物であるということをまんまとナチスに納得させたため、モダニストの作曲家でありながら、1933年以降も上演演目から外されずに済んだ。

### 主要作品一覧
9つの交響曲と歌劇、バレエ音楽、歌曲の他に、ピアノ曲や室内楽曲もある。
- 交響曲
  - 第1番 ヘ短調
  - 第2番
  - 第3番
  - 第4番「ダンテ」 Dante-Symphonie
  - 第5番「三幅対」 Triptikon
  - 第6番「北欧風」 Nordische Symphonie
  - 第7番「嵐」 Sturmsymphonie
  - 第8番
  - 第9番 （合唱交響曲）
- 交響詩（演奏会用序曲に分類されることも)《ロンドンの年の市》 Jahrmarkt bei London, symfonisk digt
- 交響的幻想曲《パオロとフランチェスカ》 Paolo und Francesca, symfonisk fantasi
- バレエ音楽《イーダちゃんの花》 Klein Idas Blumen, ballet
- 歌劇《》 Kjartan und Gudrun, opera
- 歌劇《悪口学校》 Die Lästerschule, Oper
- 歌劇《ミカエル・コールハース》 Michael Kohlhaas, opera
- 歌劇《レンブラント》 Rembrandt van Rijn, opera
- 歌劇《エリザベス1世》 Elisabeth von England, opera
- オラトリオ《シュラミート》 Sulamith, operaoratorium
- 管弦楽伴奏連作歌曲《死との対話》Gespräche mit dem Tod, sangcyklus med orkester
- 連作歌曲集《旗手クリストフ・リルケの愛と死の唄》 Die Weise von Liebe und Tod des Kornetts Christoph Rilke